# Thiès
Thiès (pronunciado “chess", wolof: Cès) es una ciudad de Senegal.
Se estima la tercera en población del país con una estimación de 320.000 habitantes en 2005. Se encuentra 60 km al este de Dakar, en la carretera N-2 y es nudo ferroviario de las líneas férreas de Dakar, Bamako y Saint Louis. Se trata de la capital de la región de Thiès y su mayor ciudad industrializada.

## Economía local

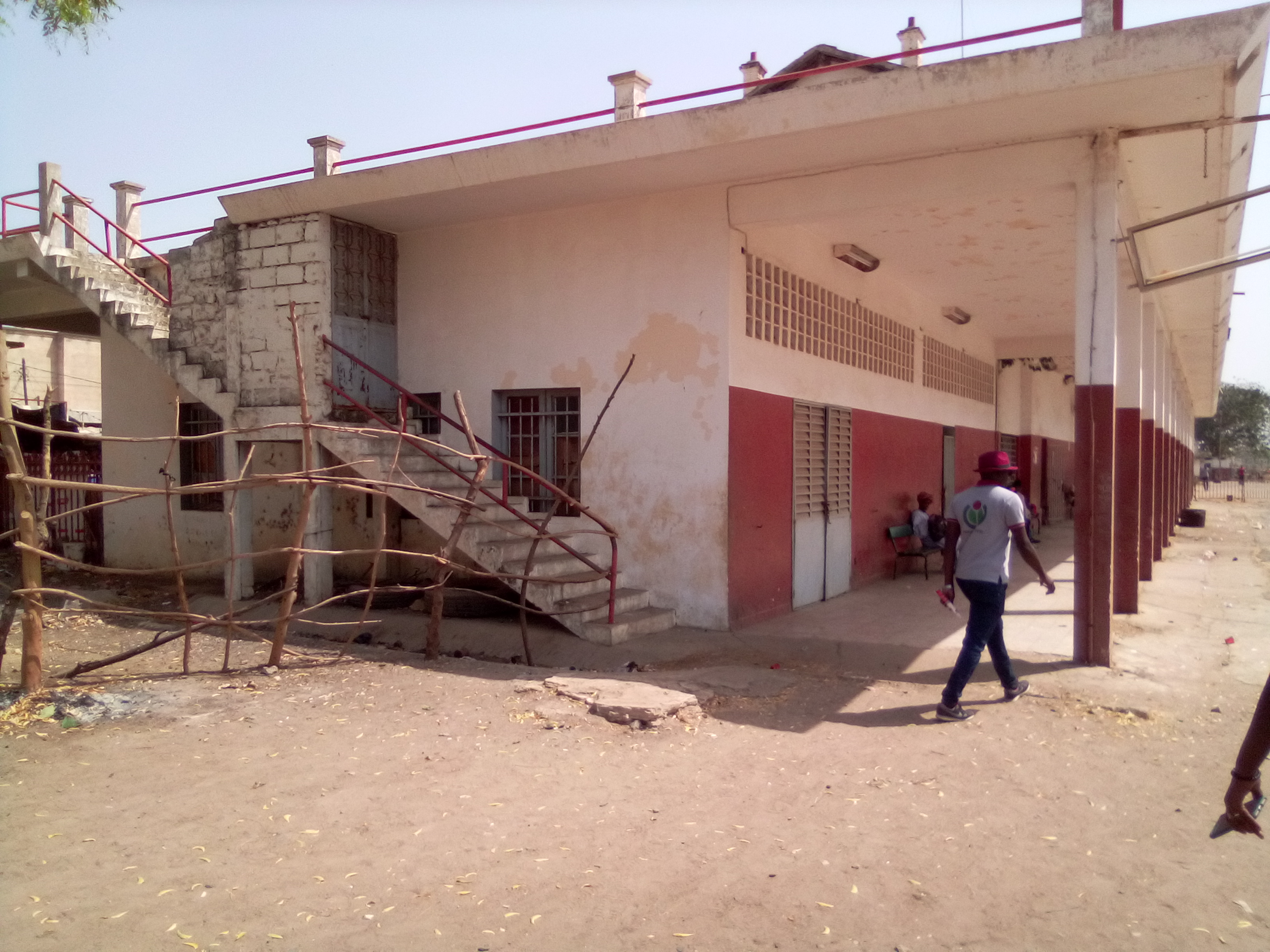
Estación de ferrocarril

Thiès es muy conocida por sus fábricas de tapices, factorías construidas en 1966 y que producen las telas de los principales diseñadores senegaleses. Es cuna de los tapices de Pájaros del Paraíso.
Como nudo ferroviario, realiza la logística del interior agrícola senegalés con almacenes de arroz, cacahuete, mijo y fruta, la ciudad alberga el mercado de ganado y carne envasada. A pocos kilómetros se encuentran depósitos de alúmina y fosfatos.
Hoy en día, la ciudad se está desarrollando rápidamente para evitar la congestión de la península de Cape Vert. Thiès atrae inversiones industriales, principalmente de ingeniería eléctrica y mecánica y existen planes de unirla a Dakar mediante autovía.

## Equipamiento educativo y cultural
La ciudad alberga una escuela politécnica. Además existe un museo, un centro de artesanía y oficios y varias antiguas fortificaciones.
La ciudad se encuentra hermanada con la de Solingen, en Alemania.